# Paramonacanthus filicauda
Paramonacanthus filicauda es una especie de peces de la familia Monacanthidae en el orden de los Tetraodontiformes.

## Morfología
- Los machos pueden llegar alcanzar los 22 cm de longitud total.[1][2]

## Depredadores
En Australia es depredado por Carcharhinus sorrah y Carcharhinus tilstoni.

## Hábitat
Es un pez de mar y de clima tropical y demersal.

## Distribución geográfica
Se encuentra al noroeste de Australia y Papúa Nueva Guinea.

## Observaciones
Es inofensivo para los humanos.